# 빅토리아 히메네스 카신체바
빅토리아 히메네스 카신체바(카탈루냐어: Victoria Jiménez Kasintseva 빅토리아 지메네스 카진세바, 2005년 8월 9일~)는 안도라의 테니스 선수이다.  

## 생애 및 경력
안도라에서 스페인계 안도라인 아버지와 러시아인 어머니의 딸로 태어났다. 2020년 오스트레일리아 오픈 여자 주니어 단식에서 우승했다.